# Charles Joshua Chaplin
Charles Joshua Chaplin fue un pintor y grabador francés academicista nacido el 8 de junio de 1825 en Les Andelys (Francia) y murió el 30 de enero de 1891 en París.

## Biografía
Nació en Les Andelys, Eure, Francia, de un padre inglés y una madre francesa, por esa razón, aunque pasó toda su vida en Francia, no se nacionalizó hasta 1886. Fue más conocido por sus agraciados retratos de niñas, que tuvieron más éxito que las obras de François Boucher cuyo hijo estudió con él en Inglaterra.
Chaplin fue un discípulo de Michel Martin Drollings en la École nationale supérieure des beaux-arts en 1845.

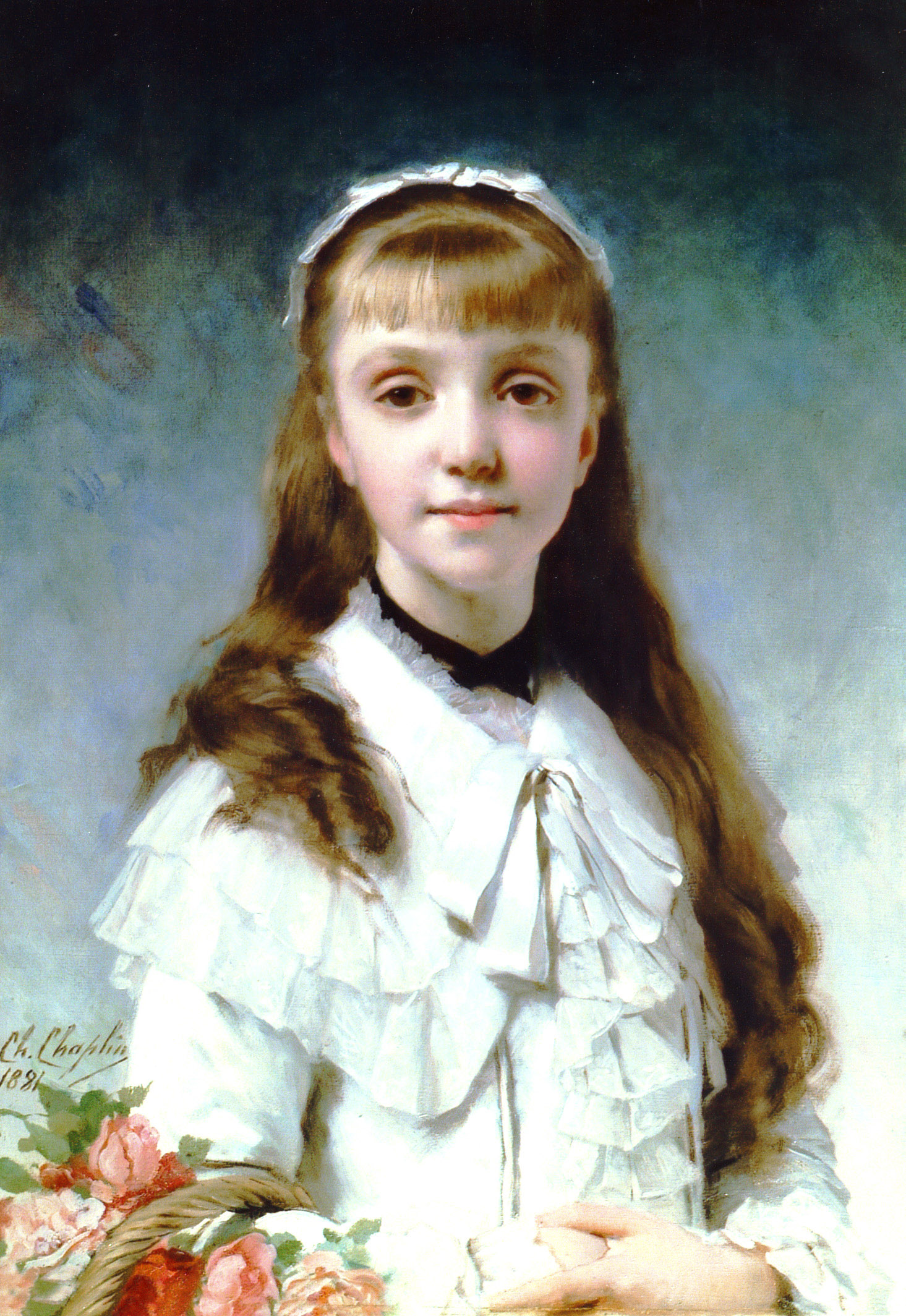
La hija del pintor, 1881, colección privada.

Hizo su debut en el Salón con retratos y paisajes. Sus primeras obras destacan por su fuerte naturalismo, aunque Chaplin realizó un gran número de obras en sus primeros días, incluidos los estudios florales que mostró en el Salón de las Flores, y un gran lienzo 'Un sueño’ para el hotel Demidoff.
Chaplin dio clases de arte específicamente destinadas a las mujeres en su estudio. La artista estadounidense Mary Cassatt (1844-1926), la inglesa Louise Jopling (1843-1933) y las francesas Eva Gonzalès (1849-1883) y Louise Abbéma (1853-1927) se encontraban entre sus estudiantes.
Su hijo Arthur Chaplin también fue un pintor.
Murió con casi 66 años el 30 de enero de 1891 en París y fue enterrado en el famoso Cementerio del Père Lachaise.

## Obra
Su pintura inspirada en el estilo rococó, y recuerda la delicadeza de los tonos de Jean Siméon Chardin y Jean-Étienne Liotard. Apreciado por la emperatriz Eugenia de Montijo, que le encargó numerosas comisiones, incluida la decoración de la sala de Cámara del Palacio del Elíseo, la de la Ópera Garnier y la del Palacio de las Tullerías. Fue el artista Oficial del Segundo Imperio Francés, se encuentra entre los pintores del 'Art Pompier’ (Academicismo).
Trabajó con colores brillantes y delicados.
Ganó muchos premios durante su carrera, empezando con una medalla que le otorgaba la tercera posición en 1851, un segundo puesto al año siguiente y un primer puesto en 1865. Chaplin expuso en los Salones Anuales casi sin interrupción desde 1845 hasta 1868, excepto en 1859 se le denegó la Aurora, por ser considerada demasiado sensual.
Fue galardonado con la Legión de Honor en 1879 y en 1881, este año como oficial.
Como grabador de cobre Chaplin toma a menudo sus temas de las obras de Peter Paul Rubens y de Jean-Antoine Watteau, pero después también incluyó alguna de sus propias ideas.
La obra de Chaplin ha resistido la prueba del tiempo y sigue siendo tan popular hoy como lo fue durante su larga y exitosa carrera. Sus obras pueden verse en los museos de Burdeos, Bayona, Bourges, Mulhouse, París, Reims, Rouen, Baltimore y Saintes.
Algunas de sus obras son:

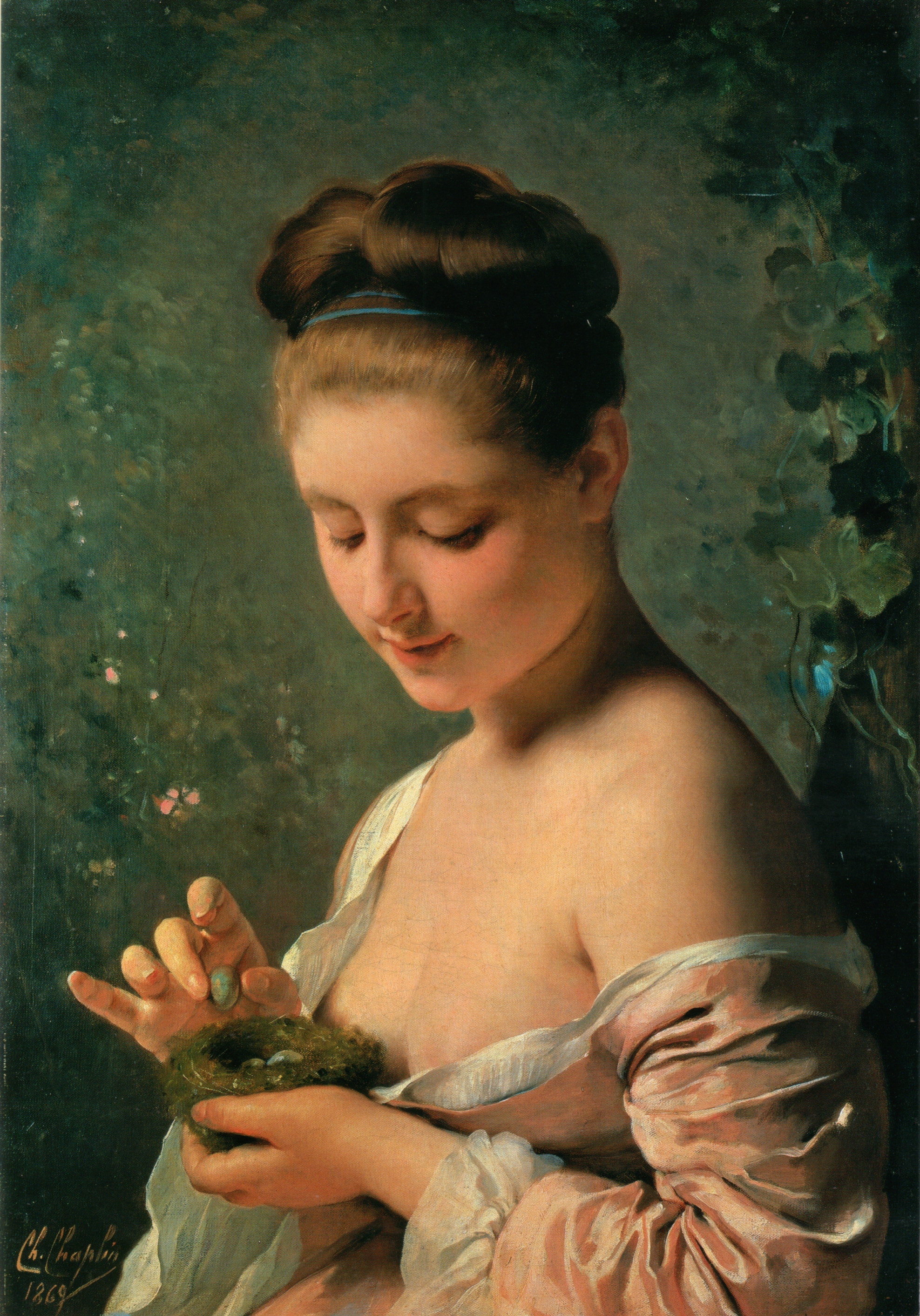
Niña y nido de pájaros, 1869, Museo de Bellas Artes,Lyon.

- Alegoría de la noche, 1874, óleo sobre lienzo, 36x35.5 cm, Museo León-Bonnat, Bayona.
- Retrato de Ernest Feydeaun, Palacio de Bellas Artes, Lille.
- Retrato de una joven con un lazo negro, pastel, 43 x 30 cm, Museo del Louvre, París.
- Niña y nido de pájaros, 1869, Museo de Bellas Artes, Lyon.
- Retrato de una joven, óleo sobre lienzo, 35 x 27 cm., Museo de Orsay, París.
- Retrato de la mujer de Charles Chaplin, Jeanne Marie-Antoinette Rüttre, 1863, óleo sobre lienzo, 152.5 x 106.5 cm, Museo del Petit Palais, París.
- Rêverie, Museo Nacional de Bellas Artes (Argentina), Buenos Aires.Rêverie - Charles Joshua Chaplin

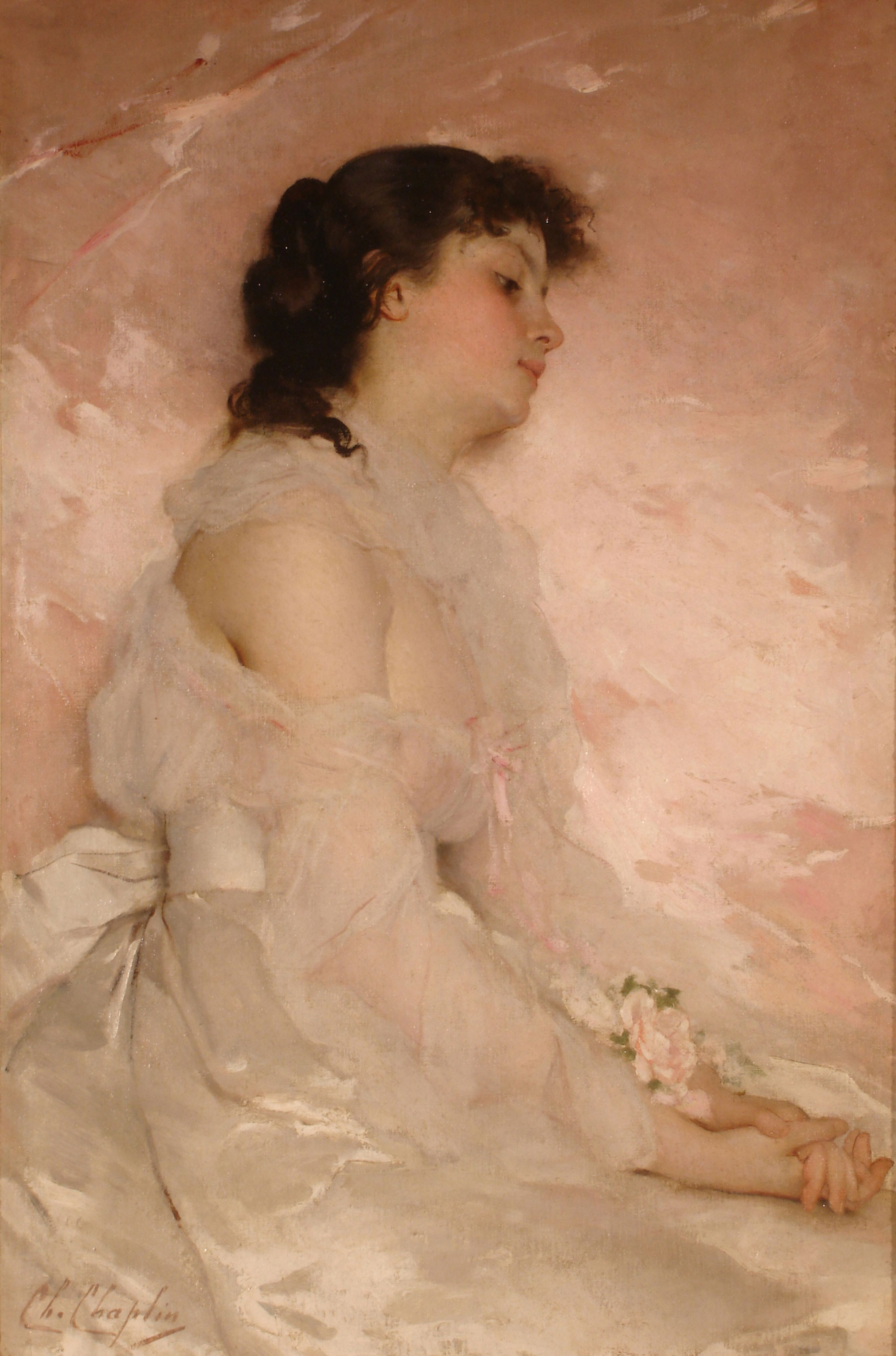
Rêverie - Charles Joshua Chaplin

## Galería

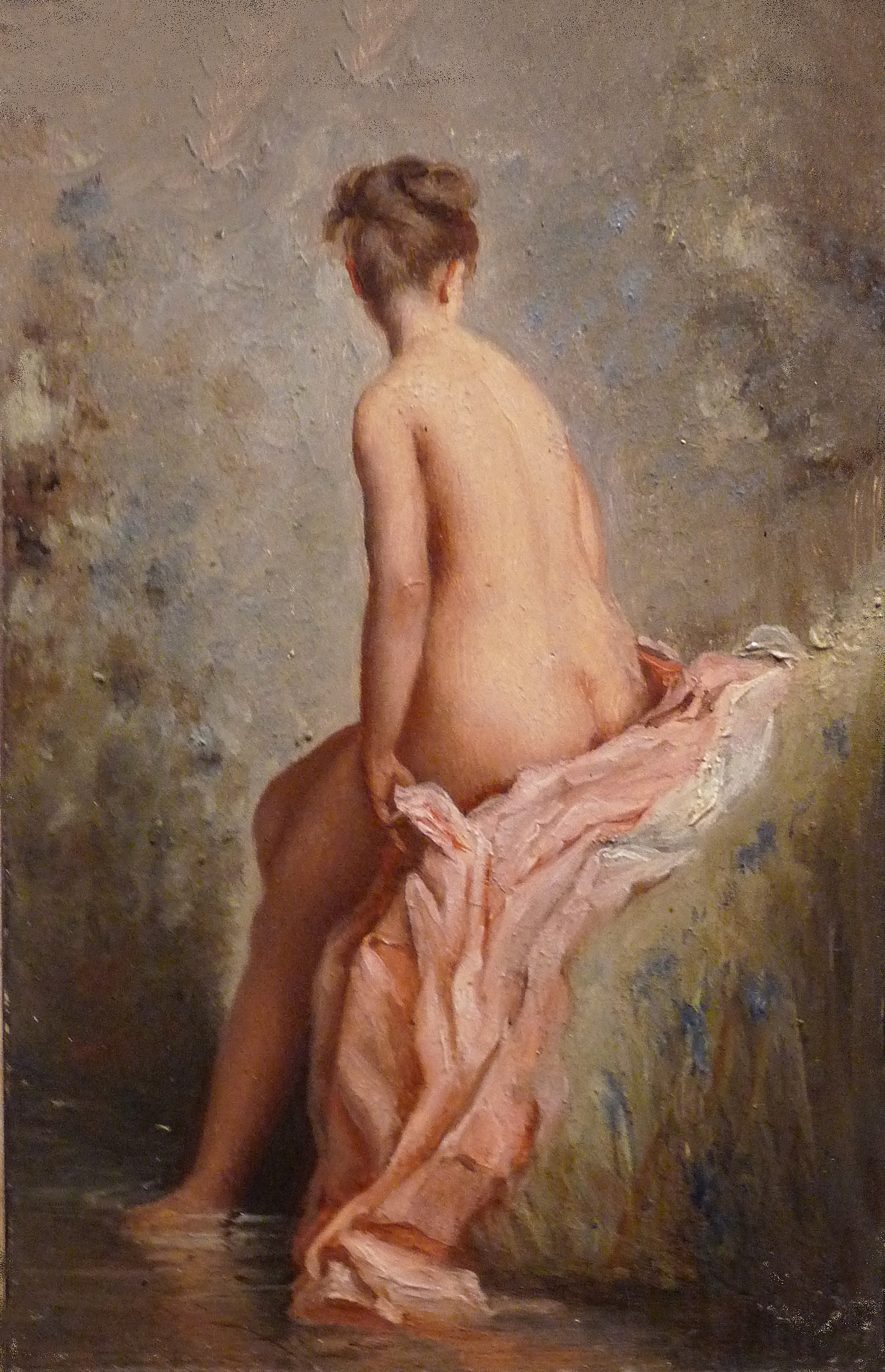
Charles Chaplin-Baigneuse
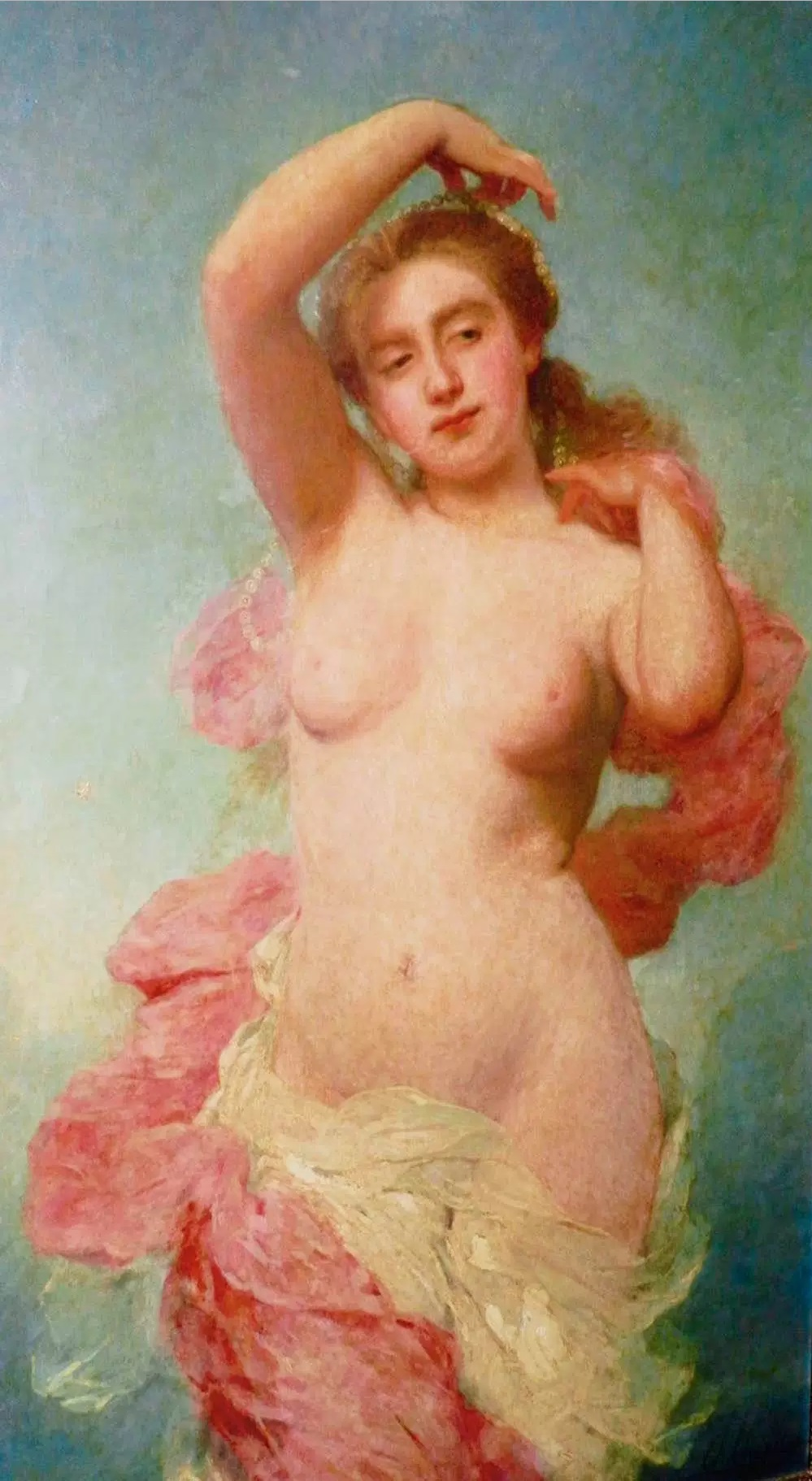
Charles Joshua Chaplin - Vênus
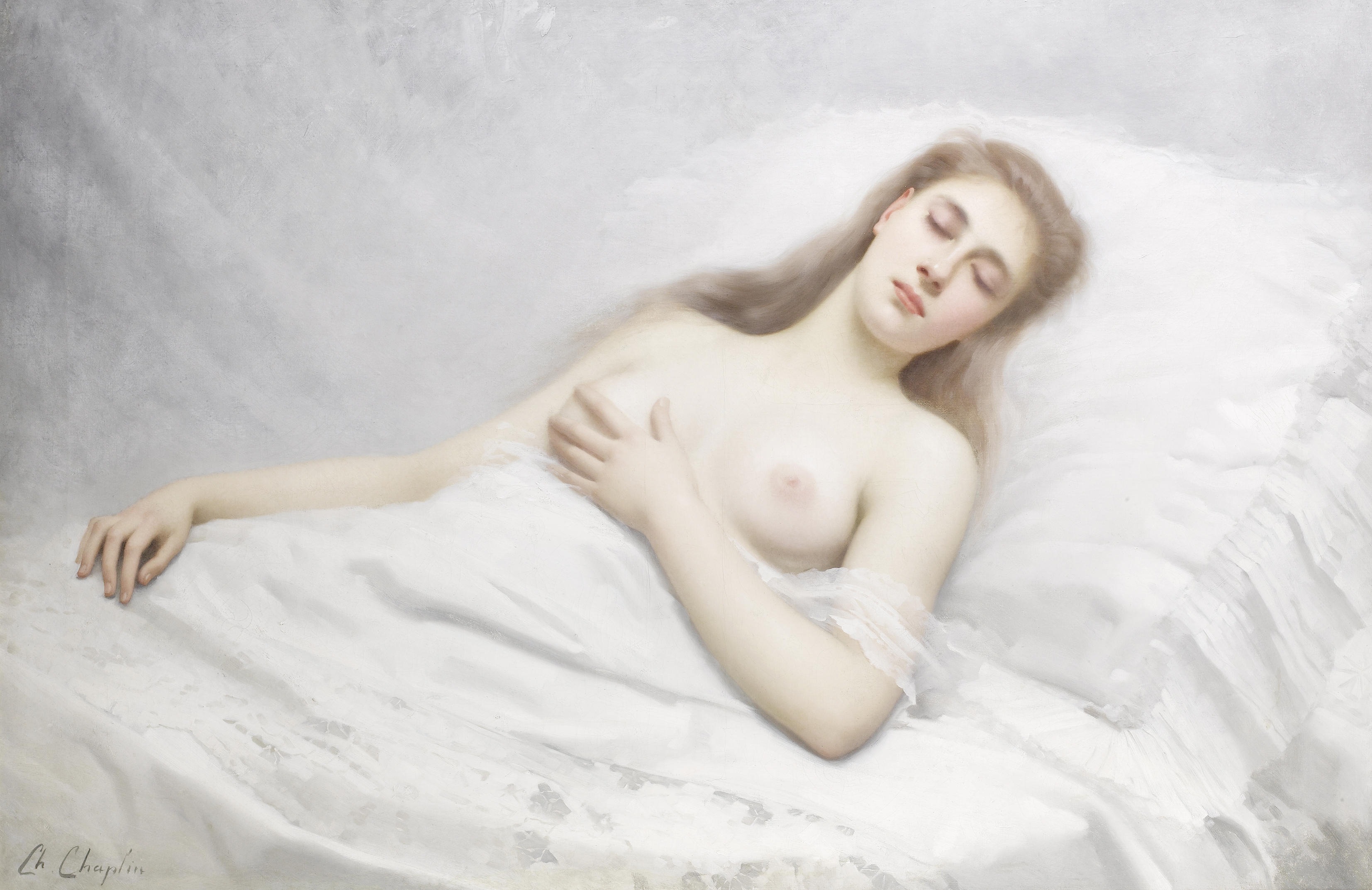
Charles Chaplin Rêverie
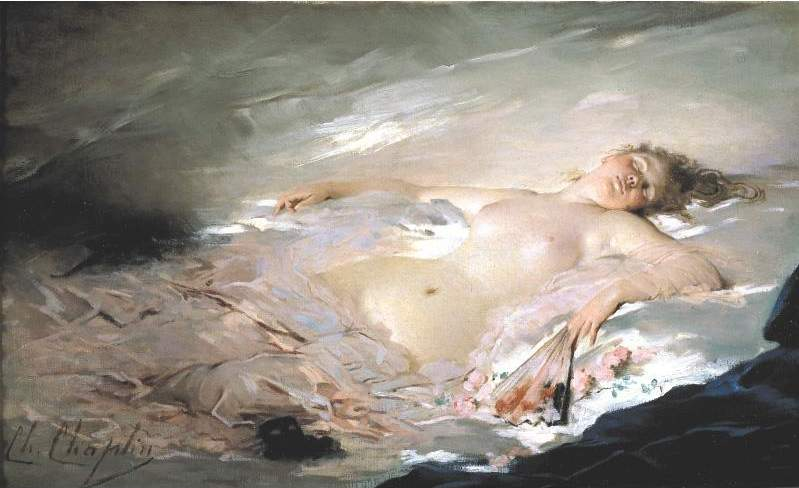
Chaplin-After the Masked Ball
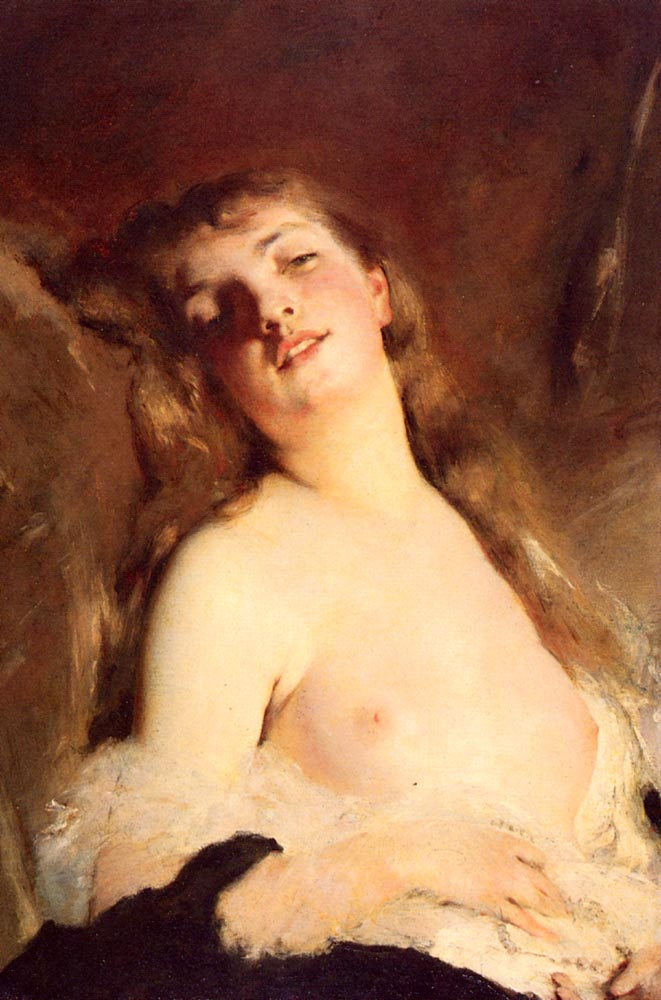
Chaplin Charles Portrait Of A Young Girl

- Datos: Q1063936
- Multimedia: Charles Joshua Chaplin / Q1063936